# Mirabel
Mirabel eller kirsebærblomme (Prunus cerasifera) er en stor busk eller et op til 8 meter højt træ med røde eller gule frugter, der er 20-30 mm store og søde med en vandet smag. Mirabel må ikke forveksles med mirabelblomme (Prunus domestica ssp. syriaca), der bærer samme navn. I daglig tale bruges "mirabel" eller "mirabelle" ofte om begge arter, såvel som om andre arter og hybrider i slægten Prunus med lignende frugter.

## Beskrivelse
Mirabel er en høj busk eller sjældent et lille træ med spredte grentorne. Den blomstrer i april-maj samtidig med løvspring og har ofte velsmagende eller melede gule eller røde frugter.
Den tåler nogen skygge og en del vind. Den har ikke egentlige rodskud, men danner mange stødskud.
Højde x bredde og årlig tilvækst: 8 x 4 m (50 x 20 cm/år).

## Hjemsted
Planten formodes at stamme fra Mellemøsten, men den kendes ikke længere fra helt vild tilstand. Alt tyder dog på, at den er tilpasset voksesteder med rå, gruset jord med højt kalkindhold.

## Anvendelse
Mirabel er nøjsom og kan gro på selv meget dårlig sandjord, men bør ikke bruges på meget våde jorder. Den tåler beskæring godt og er velegnet til læplantninger og i den indre del af vildtplantninger. Mirabel bliver vistnok omkring 50 år gammel.
Den er almindeligt plantet i hegn over det meste af Danmark.

### Sorter[1][2]
- Carlsen Skjødt
- Magda Jensen
- Unika